# Tả Từ
Tả Từ (?-?, chữ Hán: 左慈, bính âm: Zuǒ Cí) là một nhân vật huyền thoại sống vào cuối thời Nhà Hán và kỷ nguyên Tam quốc trong lịch sử Trung Quốc. Mặc dù ông được biết lưu trú tại Lư Giang, nhưng năm sinh năm mất không rõ. Người ta tin rằng ông đã sống trước khi Nhà Hán sụp đổ và khẳng định rằng ông thọ đến 300 tuổi.
Tả Từ học phép thuật đạo Lão để được trường sinh bất tử, từ vị đạo sĩ tên Phong Hành (封衡), và sau đó truyền lại đạo thuật cho Cát Huyền (葛玄).

## Trong những tài liệu lịch sử
Tả Từ là một đạo sĩ Lão giáo, tự là Nguyên Phóng (元放), đạo hiệu là Ô Giác Tiên sinh (烏角先生), người quận Lư Giang, nay là Tiềm Sơn, tỉnh An Huy.
Tả Từ tu trên đỉnh núi Thiên Trụ, luyện tập nội đan thuật và nuôi dưỡng tinh khí bằng khí công và tập luyện Phòng trung thuật, một phương pháp luyện khí công tình dục của Đạo giáo. Nhiều người nói rằng ông có thể sống trong nhiều thời kỳ mà không cần ăn. Tả Từ cũng học Tứ thư Ngũ kinh và Chiêm tinh học.
Khoảng trước năm 200, lãnh chúa Đông Ngô là Tôn Sách, một người chủ trương Khổng giáo, muốn giết Tả Từ và truy sát ông bằng ngựa. Tả Từ chỉ đi bộ, vẫn trốn thoát được bằng cách đi chậm thông thả.
Sau đó, Tả Từ đến thăm Tào Tháo, người trả trợ cấp cho ông để trình diễn phép thuật. Tào Tháo thể hiện sự quan tâm đến các phương pháp trường sinh bất tử bằng cách luyện theo, nhưng con trai Tào Thực cho rằng tiền trợ cấp chỉ nhằm mục đích cầm chân vị đạo sĩ này và kiểm soát phép thuật hoang dã của ông. Tả Từ trình diễn nhiều chiêu thức phép kì lạ trước điện Tào Tháo, chẳng hạn như bắt một con cá lạ từ một chảo đồng trống rỗng, và biến đến một nơi khá xa để mua gừng. Tả Từ từng mời toàn điện Tào Tháo dùng thức ăn và rượu, nhưng Tào Tháo sớm phát hiện ra rằng Tả Từ đã gom hết tất cả cửa hàng rượu trong khu vực bằng phép thuật cho mục đích này. Tào Tháo cố gắng tìm cách hành hình Tả Từ, nhưng ông đã tẩu thoát bằng cách đi xuyên tường thành. Khi ai đó bẩm báo rằng Tả Từ đã lộ mặt ở khu chợ, tất cả mọi người trong khu chợ đều biến thành Tả Từ. Một bẩm báo khác cho biết Tả Từ đang ở trên đỉnh núi, do đó, Tào Tháo và quân lính đuổi theo, và nhận ra Tả đang ẩn thân giữa một đàn cừu. Biết rằng không thể tìm thấy Tả, Tào Tháo nói với bầy cừu rằng chỉ đang cố gắng để kiểm tra kỹ năng của Tả Từ, và không có ý định giết ông. Lúc đó, một con dê đứng bằng hai chi sau và nói. Tào Tháo và quân lính đổ xô tới con dê, và nhìn thấy rằng những con cừu còn lại trong đàn đều hóa thành những con dê đứng bằng hai chân và biết nói giống người. Từ đó, quân lính Tào Tháo không bao giờ tìm thấy Tả Từ nữa.
Tả Từ sau đó xuất thế và ẩn mình tu luyện trên những đỉnh núi.

## TrongTam quốc diễn nghĩa

Thái cực Âm Dương, một biểu tượng của Đạo giáo.

Như mô tả của La Quán Trung trong Tam quốc diễn nghĩa hồi 68 và 69, Tả Từ được biết đến là một đạo sư có sức mạnh pháp thuật Đạo giáo với nhiệm vụ lôi kéo Tào Tháo theo con đường này.
Tả Từ thể hiện một sức mạnh phép thuật thần kỳ của Đạo giáo và được mô tả dưới phương diện tâm linh. Ông tu luyện trên Nga Mi sơn, tỉnh Tứ Xuyên, nơi ông tìm thấy Độn Giáp Thiên Thư (遁甲天書), mà từ đó ông có thể "tung mây cưỡi gió, chèo thuyền trên trời, băng qua những ngọn núi và xuyên qua những lớp đá, làm ánh sáng lơ lửng như hơi, ngao du bốn bể, tàng hình theo ý muốn hoặc biến hóa đổi dạng, ném gươm quăng dao lấy đầu người dễ như bỡn".
Trong một lần Đông Ngô tiến công cho Tào Tháo bốn chục gánh cam, trên đường đi, các phu gánh cam đã gặp Tả Từ, Tả từ đề nghị gánh giùm cho từng người rồi trả lại. Những người phu gánh cam nhận thấy sau khi được Tả Từ gánh cam giùm một đoạn thì dường như gánh cam đã nhẹ đi rất nhiều, mãi sau này khi dâng lên Tào Tháo thì mới biết là Tả Từ đã dùng phép, làm mất hết ruột cam, mỗi quả cam chỉ còn lại vỏ. Tả Từ gặp Tào Tháo, Tào Tháo hỏi cớ sao làm vậy thì Tả Từ lấy một quả cam trong số đó, bóc vỏ, tự dưng quả đó lại có ruột bình thường.
Tả Từ giao kèo tặng Tào những quyển bí kíp với điều kiện Tào phải làm môn đệ của Đạo gia. Tào đáp rằng "Ta cũng muốn từ quan về nhà, nhưng ngặt nỗi vì triều đình chưa có ai thay ta được". Khi Từ gợi ý Lưu Bị có thể lên thay và đe dọa Tháo: "Nếu không, bần đạo sẽ quăng gươm ra lấy đầu của ngài một ngày nào đó". Tào buộc tội Từ là quân do thám do Lưu Bị phái đến và sai lính bắt lấy tra khảo ông, Từ ngồi cười sằng sặc để chọc tức Tháo trên điện và để cho Tháo bắt mình, quân lính ra sức đánh đập Từ thật mạnh nhưng sau đó vị đạo sư thiếp đi và đang ngáy khò khò, không biết đau đớn là gì. Tháo giận lắm, sai lấy lồng sắt cùm chặt và dùng khoá sắt khoá lại, tống giam Từ vào ngục, bắt người canh gác cẩn mật, khi nhìn đến đã thấy gông xiềng đanh khoá rơi cả ra ngoài, Tả Từ đang nằm ngủ trên mặt đất, không hề thương tổn chút nào. Tháo lại bắt giam và không cho ông ăn, nhưng thất bại vì Tả Từ trông da dẻ hồng hào vẫn tươi cười trong bảy ngày trôi qua mà không ăn uống. Tháo không biết nghĩ cách gì mà trị cho được.
Khi Từ chân đi guốc xuất hiện sừng sững tại yến tiệc của Tào Tháo, cả thảy quan lại đều kinh ngạc. Từ yêu cầu được giúp Tào Tháo đem phẩm ngon vật lạ về. Tào yêu cầu Từ đem gan rồng về cho Tháo nấu canh, Từ liền cầm bút mực vẽ một con rồng lên tường trắng, rồi phất tay áo một cái, bụng rồng tự nhiên tách ra. Từ thò tay vào lôi lấy buồng gan, máu tươi vẫn còn chảy ròng ròng. Tào yêu cầu được chơi hoa mẫu đơn ngay giữa mùa đông giá rét cỏ cây khô héo, Từ bèn sai lấy một chậu hoa trong để ngay trước tiệc, phun nước vào, một lát nảy ngay ra một cây mẫu đơn, nở được hai đoá hoa cực đẹp. Từ yêu cầu được đem cá lư sông Tùng Giang cách đó ngàn dặm mang về làm gỏi, liền bảo người đem cần câu đến, Từ ngồi câu ở ngay cái ao trước cửa cung, chỉ một lát, giật được mấy chục con cá cực to, vứt lên trên điện. Tháo nghi cá có sẵn trong ao, Từ đáp rằng cá lư các nơi khác chỉ có hai vây, duy chỉ cá lư sông Tùng Giang là có bốn vây. Cứ lẽ ấy mà suy thì biết. Tào tiếp tục yêu cầu được đem gừng tía ăn chung với gỏi cá, Từ bèn sai mang cái chậu đồng ra, lấy áo trùm lên, một lát mở ra, gừng tía đầy một chậu, dâng lên trước mặt Tào Tháo. Tháo thò tay vào lấy, bỗng thấy trong chậu có một quyển sách nhan đề: "Mạnh đức Tân thư". Tháo mở ra xem, đúng là sách của mình, không sai một chữ nào. Tháo lại càng sinh nghi ngờ.

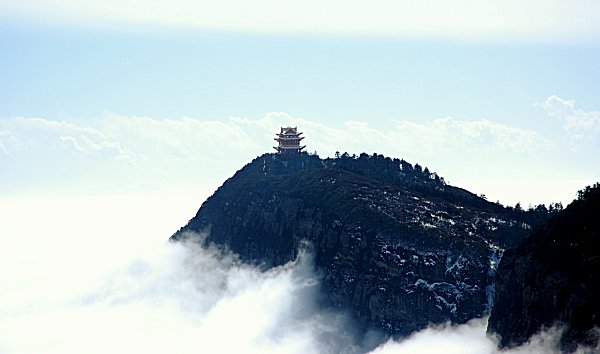
Đỉnh Nga Mi Sơn, Trung Quốc.

Từ mời Tào một chén rượu có thể sống lâu nghìn năm, nhưng Tào bảo Từ phải uống trước. Từ dùng cây trâm trên mũ chia cốc rượu ra làm hai, mình uống một nửa. Tào Tháo phẫn nộ và hất đi, Từ ném cái chén lên không rồi hóa thành chim cưu trắng lượn lờ quanh cung điện rồi biến mất. Tào ra lệnh trừ khử Từ để khỏi hậu họa, liền sai Hứa Chử dẫn ba trăm quân thiết giáp đuổi theo bắt về. Ra đến cửa thành, trông thấy Tả Từ đi guốc đang lững thững ở mé trước mặt. Chử tế ngựa đuổi gấp, nhưng không tài nào theo kịp. Khi đuổi mãi đến một gò núi, có một đứa trẻ chăn cừu, đang đuổi một đàn cừu đi ăn. Từ chạy vào giữa đàn cừu, Chử lấy tên bắn theo, thì Từ biến mất. Nghĩ rằng Từ đã biến thành cừu, Chử giết hết cả đàn cừu rồi trở về. Từ bảo đứa trẻ chăn cừu lắp đầu vào cổ thì cả đàn sẽ sống dậy. Đứa trẻ chưa kịp trả lời thì Tả Từ đã vung tay áo mà biến mất, chớp mắt đã không trông thấy đâu nữa.
Tháo sai vẽ hình ảnh, đưa các nơi để truy bắt Tả Từ. Được vài hôm, trong thành ngoài thành, bắt được ba bốn trăm người giống hệt lão chột mắt, khiểng một chân, đầu đội nón mây trắng, mình mặc áo vải xanh, chân đi guốc, náo động cả hàng phố. Tháo dẫn năm trăm quân giáp binh vây bọc chung quanh, chém tuốt cả bấy nhiêu người. Người nào trong họng cũng có một vệt khí xanh, bay vụt lên trời, rồi tụ lại cả một chỗ, hoá ra một Tả Từ. Từ ngẩng mặt lên trên không, vẫy một con hạc trắng xuống, rồi vỗ tay cười ầm lên nói rằng: "Chuột đất theo hổ vàng, gian hùng sắp chết đến nơi!"
Tháo sai lấy cung tên bắn, bỗng nhiên nổi trận cuồng phong, sỏi cát bay mù mịt. Những thây bị chém, nhảy choàng dậy, tay xách đầu lâu, chạy cả lên đền diễn võ đánh Tào Tháo. Các quan văn võ ai nấy cùng bay hồn lạc phách, ngã lăn xuống đất, không ai cứu giúp được ai nữa.

## Mô phỏng hiện đại

Tả Từ xuất hiện trong Dynasty Warriors 5

Tả Từ là một nhân vật có thể nhập vai trong loạt game Warriors Orochi và Dynasty Warriors 5, ngoại hình là một lão già 70 tuổi.
Trong Dynasty Warriors 5, Tả Từ là nhân vật được mở khóa với điều kiện toàn bộ nhân vật khác đã được mở. Tả Từ được xem là nhân vật đồng hạng với nhân vật mạnh nhất trong trò chơi, sử dụng lối đánh, chiêu thức bằng phép thuật với vũ khí là những lá bùa phép, hình tượng cho cấp bậc vũ khí từ yếu đến mạnh nhất có tham chiếu đến Tứ tượng Trung Hoa: bạch hổ, thanh long, phượng hoàng và kỳ lân.
Vai trò của Tả Từ trong cốt truyện là một lão già ngắm nhìn thế giới biến đổi, không theo bất cứ phe nào vào thường đi riêng rẽ, mục tiêu của ông là tìm kiếm một nhân vật có khả năng chấm dứt thời kỳ loạn lạc binh biến, thống nhất Trung Hoa và mang lại hòa bình. Những đối tượng mà Tả Từ nhắm đến là Tào Tháo, Lưu Bị và cuối cùng là Tư Mã Ý. Musou Mode của Tả Từ có đến 8 cảnh chơi, ngang bằng với của Lưu Bị, Tào Tháo và Tôn Kiên, nhiều hơn tất cả các nhân vật khác. Trong bản mở rộng Xtreme Legends, Trương Giác đã nhận xét Tả Từ chỉ là một thây ma còn sống đứng ngoài cuộc.
Các nhà sản xuất cho biết họ không có ý định để Tả Từ xuất hiện trong các phần sau của Dynasty Warriors, vì cho rằng muốn giữ cách trình bày cốt truyện trò chơi dưới quan điểm gần sát lịch sử hơn và Tả Từ không phù hợp với tiêu chí đó. Tả Từ được chuyển sang series game Warriors Orochi các bản sau đó.
Tả Từ đã trở lại trong bản Dynasty Warriors 8 (Shin Sangoku Musou 7), xuất hiện tại cốt truyện của phe Ngụy, là một đối thủ cực kỳ nguy hiểm. Vẫn đứng trên lập trường chính nghĩa của Lưu Bị, Tả Từ thâm nhập vào Hứa Xương và thực hiện nỗ lực ám sát Tào Phi bằng yêu thuật nhưng lại bị cản trở vào khúc cuối.
Biểu tượng của Tả Từ là Thái cực Bát quái đồ.